# Langelandia hummleri
Langelandia hummleri is een keversoort uit de familie somberkevers (Zopheridae). De wetenschappelijke naam van de soort werd in 1918 gepubliceerd door Jan Obenberger.